# Wolfgang Huber
Wolfgang Huber (ur. 12 sierpnia 1942 w Strasburgu) – niemiecki biskup ewangelicki, były przewodniczący Kościoła Ewangelickiego w Niemczech.

## Życiorys
W latach 1960–1966 studiował teologię ewangelicką na Uniwersytecie w Heidelbergu, Getyndze i w Tybindze. Habilitację uzyskał w Heidelbergu w 1972 roku. W 1980 roku otrzymał tytuł profesora w zakresie etyki społecznej na Uniwersytecie w Marburgu. W latach 1984–1989 prowadził katedrę teologii systematycznej na Uniwersytecie w Heidelbergu. W 1994 roku został biskupem Kościoła ewangelickiego Berlina i Brandenburgii. W 2004 został wybrany na przewodniczącego Rady Kościoła Ewangelickiego w Niemczech.
26 listopada 2008 otrzymał tytuł doktora honoris causa Chrześcijańskiej Akademii Teologicznej w Warszawie.
28 października 2009 przestał sprawować urząd przewodniczącego Kościoła Ewangelickiego w Niemczech. Na tym stanowisku zastąpiła go wówczas Bp Margot Käßmann.
14 listopada 2009, po 16 latach służby, przestał sprawować urząd ewangelicko-unijnego Biskupa Kościoła Berlina, Brandenburgii i Śląskich Górnych Łużyc. Na tym stanowisku zastąpił go ks. dr. Markus Dröge, dotychczasowy superintendent w Koblencji.

## Wybrane publikacje
- 1969: Passa und Ostern. Untersuchung zur Osterfeier der alten Kirche, ISBN 3-11-002585-X.
- 1973: Kirche und Öffentlichkeit, ISBN 3-12-903940-6.
- 1983: Folgen christlicher Freiheit. Ethik und Theorie der Kirche im Horizont der Barmer Theologischen Erklärung, ISBN 3-7887-0731-3.
- 1996 Meine Hoffnung ist größer als meine Angst. Ein Bischof zu Glauben, Kirche und Gesellschaft, wspólnie ze Stefanem Bergiem, ISBN 3-88981-088-8.
- 1996: Gerechtigkeit und Recht: Grundlinien christlicher Rechtsethik, ISBN 3-579-02025-0.
- 1998: Kirche in der Zeitenwende. Gesellschaftlicher Wandel und Erneuerung der Kirche, ISBN 3-89204-828-2.
- 2004: Vor Gott und den Menschen, ISBN 3-88981-160-4.